# Semilavorati siderurgici

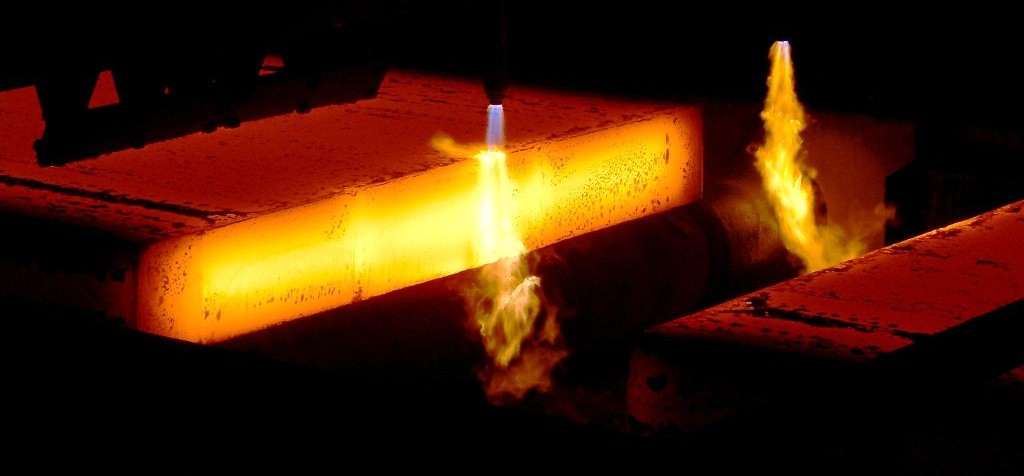
L'ossitaglio di una bramma

I semilavorati siderurgici sono prodotti intermedi che vengono ottenuti tramite processi di colata o al laminatoio sbozzatore, e che sono destinati a successive lavorazioni quali la laminazione, la fucinatura, od altro.

## Ottenimento dei semilavorati
I semilavorati vengono prodotti a partire dai lingotti oppure per colata continua. Il lingotto quindi non è un prodotto semilavorato, bensì un "prodotto grezzo". Esso consiste in un getto ottenuto per colata in apposite forme (dette "lingottiere"). Può avere diverse forme (quadrata, rettangolare, poligonale, cilindrica, eccetera) e dimensioni, a seconda del processo a cui è destinato.

## Esempi di semilavorati
Tra i semilavorati siderurgici, si hanno (secondo norma UNI EN 10079:2007):
- Bramma (o slebo): Prodotto di spessore generalmente di 50 mm o maggiore e di larghezza doppia rispetto allo spessore o maggiore. Ha sezione rettangolare con spigoli arrotondati e rapporto tra lato maggiore e lato minore inferiore a 4 ma maggiore o uguale a 2. Le bramme vengono laminate a caldo per l'ottenimento di lamiere.[4]
- Bramma piatta: Prodotto di spessore generalmente di 50 mm o maggiore di larghezza doppia rispetto allo spessore o maggiore, come la bramma, ma avente un rapporto tra lato maggiore e lato minore superiore a 4.
- Blumo: semi-prodotto con spigoli arrotondati avente sezione di almeno 40.000 mm2; se a sezione quadrata con lato di minimo 200 mm, se a sezione rettangolare con larghezza fino al doppio dello spessore.
- Billetta: semi-prodotto con spigoli arrotondati avente sezione da 2.500 mm2 a 40.000 mm2. Può essere a sezione quadrata, (con lato compreso tra i 50 ed i 200 mm) o rettangolare (con rapporto tra i due lati minore di 2). Le billette vengono successivamente laminate a caldo per l'ottenimento di barre, fili o profilati[4]oppure sottoposte a stampaggio per l'ottenimento di particolari.
- Bidone: avente il lato più corto di lunghezza minore di 50 mm e un rapporto tra lato maggiore e lato minore inferiore a 4.
- Vergella: (secondo le norme UNI EN 10079 : 2007) Prodotto lungo laminato a caldo di dimensioni nominali generalmente di 5 mm o maggiori e avvolto in rotoli irregolari. La sezione può essere rotonda, ovale, quadrata, rettangolare, esagonale, ottagonale, semitonda o di una qualsiasi forma simile. La sua superficie è liscia. La vergella generalmente è destinata ad essere sottoposta a un'ulteriore lavorazione. Può anche essere utilizzata, con o senza ulteriore lavorazione, per deformazione a freddo, per la fabbricazione di rete saldata o altri elementi utilizzati per il cemento armato.

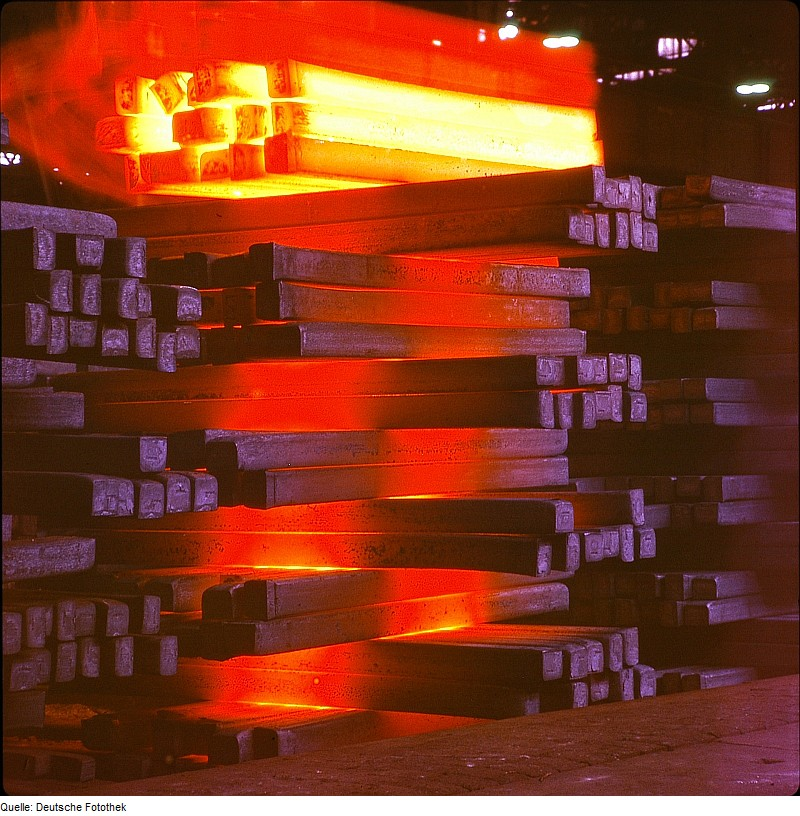
Billette di acciaio
- Lingotto di alluminio

## Classificazione dei semilavorati
I semilavorati vengono classificati in base alla loro forma in:
- semilavorati quadrati
- semilavorati rettangolari, a loro volta classificati in:
  - semilavorati semipiatti
  - semilavorati piatti
- semilavorati tondi
- sbozzati per profilati.

## Trasformazione dei semilavorati
A partire dai semilavorati siderurgici si possono ottenere:
- profilati strutturali, rotaie, giunzioni, barre;
- fili, funi, chiodi, reti, tubi, lamiere, lamierini, nastri. In molti casi la bobina (coil) è il formato usato per movimentare i prodotti.